# Monoprix (Tunisie)
Pour les articles homonymes, voir Monoprix.
Monoprix (arabe : مونوبري) est une enseigne de supermarchés tunisienne appartenant au groupe Mabrouk depuis 1999. Elle est cotée à la Bourse de Tunis depuis avril 1995. Monoprix Tunisie a son siège à Mégrine.

## Histoire
La Société Nouvelle Maison de la Ville de Tunis (SNMVT) est fondée le 16 août 1933 en lien avec l'enseigne Monoprix en France dont elle arbore le logo et porte le nom.
Leader dans le secteur de la grande distribution en Tunisie, elle possède 65 magasins dont l'hypermarché Géant de Tunis, mais aussi ceux issus des rachats des enseignes Touta (huit magasins) et Le Passage (trois magasins). Avec une part de marché de plus de 23 %, la chaîne est directement concurrente des supermarchés Magasin général inscrits dès 2007 dans une démarche de privatisation.
En juillet 2009, elle signe un accord de partenariat avec le groupe français Monoprix, par lequel elle s'adosse en partie à sa centrale d'achats afin de proposer des produits de la marque française. Jusque-là, elle bénéficiait d'un contrat de franchise lui permettant d'exploiter la marque Monoprix.
En 2012, la situation économique difficile en Tunisie affecte le pouvoir d'achat des consommateurs, mais Monoprix continue de maintenir sa position sur le marché malgré les difficultés.
En septembre 2014, la SNMVT devient l'actionnaire majoritaire de la société Rayen Distribution, exploitant de l'enseigne Mercure Market, qui dispose de trois points de vente à Tunis, Sousse et Sfax et de deux autres en cours d'aménagement.
En 2015, le supermarché tunisien commence à concentrer ses efforts sur les pays d'Afrique francophone, en particulier en Afrique de l'Ouest, afin d'étendre son réseau de magasins à l'international.
En 2017, Monoprix annonce une hausse de 7,36 % de son chiffre d'affaires au troisième trimestre de l'année.
Le 23 février 2023, Monoprix lance un service de mobile money qui permet aux clients de payer leurs achats avec leur téléphone mobile, sans avoir à utiliser de l'argent liquide.

## Identité visuelle

Ancien logo de Monoprix en Tunisie.
Nouveau logo de Monoprix en Tunisie.